# Castagnole Monferrato
Castagnole Monferrato é uma comuna italiana da região do Piemonte, província de Asti, com cerca de 1.234 habitantes. Estende-se por uma área de 17 km², tendo uma densidade populacional de 73 hab/km². Faz fronteira com Asti, Calliano, Grana, Montemagno, Portacomaro, Refrancore, Scurzolengo.

## Demografia
| Variação demográfica do município entre 1861 e 2011                               |
|                                                                                   |
| Fonte: Istituto Nazionale di Statistica (ISTAT) - Elaboração gráfica da Wikipedia |